# Игор Карузо
Игор Александър Карузо (на немски: Igor Alexander Caruso) е австрийски психолог и психоаналитик от руски произход. 1946 г. основава „Виенския работен кръг по психоанализа“.
От 1967 г. Карузо е професор по клинична и социална психология в Залцбург. Работи усърдно по социалпсихологичните аспекти на психоанализата.

## Творби
- Soziale Aspekte der Psychoanalyse (1962)
- Die Trennung der Liebenden (1968)